# Данилиха (река)
Данилиха — малая река в Перми, левый приток Камы. Длина реки 11 км.

## География
Данилиха берёт начало в южной части Свердловского района около станции Бахаревка (вытекает из болота), протекает по центральной части города Перми и впадает в Каму за территорией завода имени Дзержинского. В нижнем течении помещена в подземный коллектор. Длина реки до входа в коллектор — 9,4 км. На западе и юге бассейн Данилихи граничит с бассейном Мулянки, на востоке — с бассейном Егошихи, на севере — с Камой.
Притоки Данилихи: Светлушка (левый), Пермянка (правый), Гарюшка (левый), многочисленные ручьи и ключи.

## История
По сведениям историка-краеведа Е. Н. Шумилова, первое упоминание о связанном с рекой поселении как «починок на реке Данилиха» относится к 1719 году. На тот момент в деревне проживало семь семей — Верхоланцевы и Камчатовы.

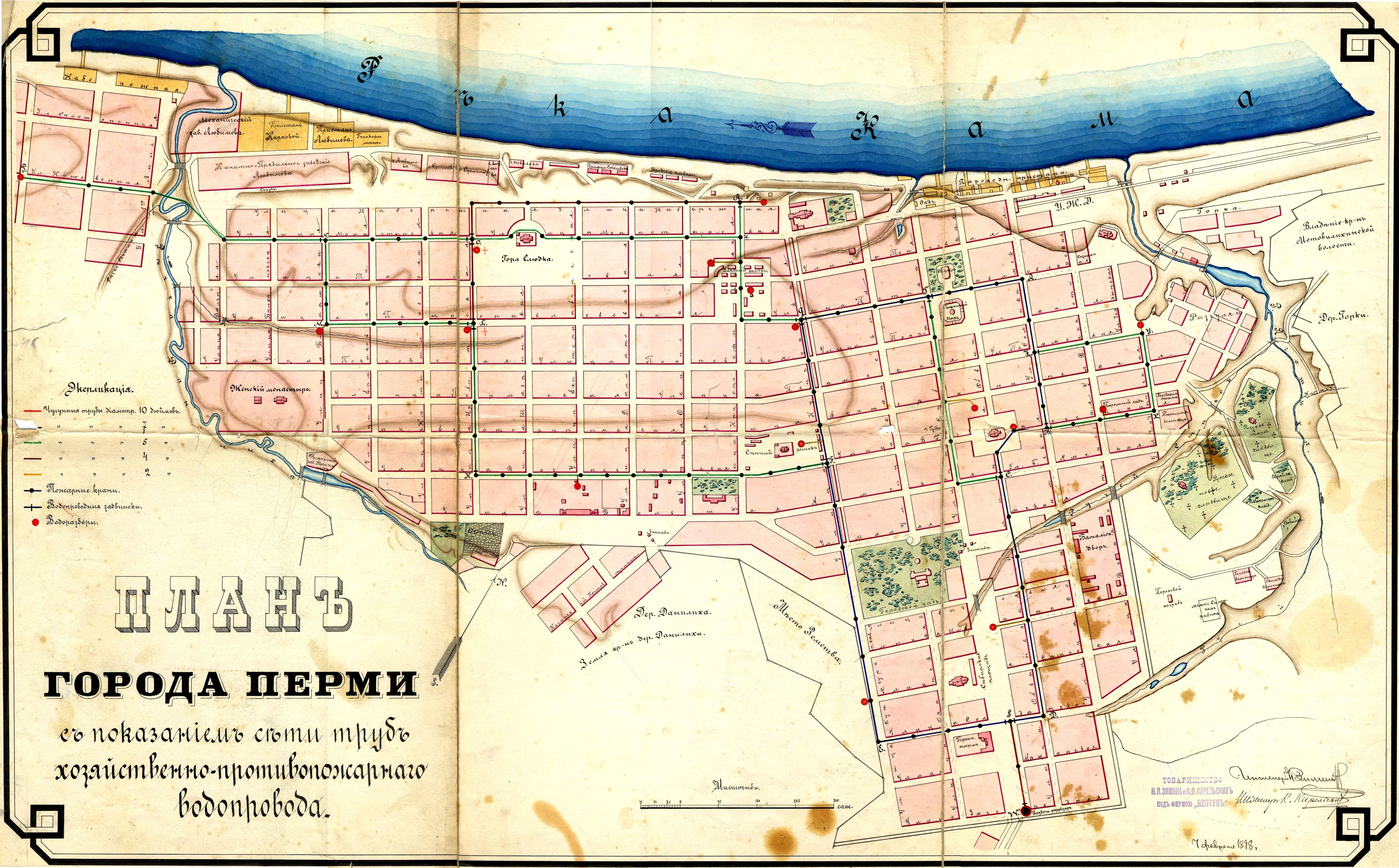
Заводы на Данилихе и сеть водопровода на плане Перми 1898 года

В XIX веке по реке проходила западная граница города Перми. В 1804 году по указу пермского губернатора Карла Фёдоровича Модераха были созданы ров и вал для отведения талых и дождевых вод с полей в реки Стикс и Данилиху. Ров и вал проходили параллельно современным улицам Краснова (по нынешней территории парка Горького, южнее ротонды) и Пушкина (по нынешней территории Центрального рынка). Упомянутая выше деревня Данилиха находилась за границей рва, к югу от него.

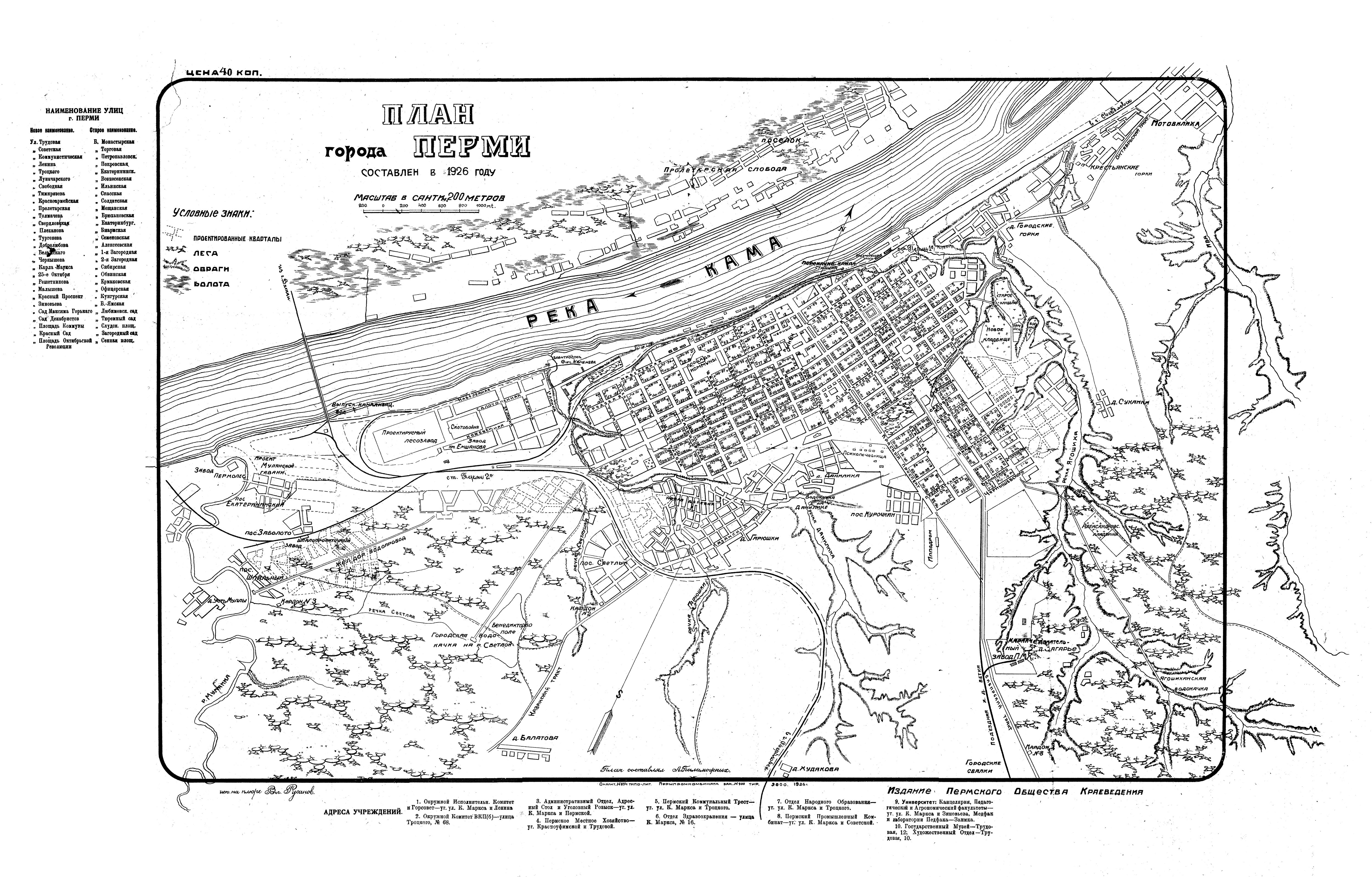
Водокачка на Данилихе на плане Перми 1926 года

В 1858 году вблизи устья реки был основан механический и литейный завод, в 1877 году купленный И. И. Любимовым. В 1871 году на берегах Данилихи был открыт первый в России фосфорный завод Е. К. Тупицына, который к 1877 году производил 63 % всего российского фосфора. В 1872 году вблизи Данилихи начала работу бумажная фабрика Нечаева.
В 1886 году в Перми появился первый водопровод, построенный городскими властями. Вода из ключей долины реки Данилихи и ключей Медянского лога без всякой очистки по деревянным трубам поступала в Александровскую губернскую больницу (ныне Пермская краевая клиническая больница), приют для душевнобольных, бакинститут и частично в деревню Данилиха. В 1887 году водопровод был продлён и давал городу около 5 тысяч вёдер воды в сутки. На Сенной площади (ныне Октябрьская площадь) были установлены резервуар и водоразборная будка. Данилихинский водопровод положил начало пермскому водоснабжению.

## Экология
Когда-то река была полноводной с чистой и светлой водой. В ней водилась рыба: пескари, вьюны, гольяны и другие. С развитием города в Данилиху стали сливаться производственные отходы от предприятий, а жители засоряли её бытовым мусором и хламом. Сильное антропогенное воздействие испытывала Данилиха, протекая вблизи Центрального рынка.
В 2006 году государственное учреждение «Пермский центр по гидрометеорологии и мониторингу окружающей среды» проводило исследование гидрохимических показателей малых рек города Перми. Согласно результатам исследований кислородный режим в Данилихе был неблагоприятным: дефицит растворённого кислорода наблюдался на протяжении всего года, за исключением июля, а в мае и июне содержание кислорода падало ниже 2 мг/дм³. Концентрация соединений азота, нефтепродуктов, легкоокисляемых органических веществ (БПК) и трудноокисляемых органических веществ (ХПК), синтетических поверхностно-активных веществ (АСПАВ) неоднократно превышали ПДК в 10—30 раз.
По рассказам жителей микрорайона Плехановский, в 2006 году на Данилихе было замечено появление уток. В 2024 году, в ходе ежегодного проводимого в Перми зимнего учёта водоплавающих птиц «Серая шейка», на реке Данилиха было встречено 699 крякв.

## Обустройство прибрежной зоны
Для сохранения объектов естественных экологических систем и объектов растительного и животного мира образован экологический парк регионального значения «Долина реки Данилиха». Границы и режим охраны парка, занимающего площадь 176,9 га, утверждены в 2022 году постановлением правительства Пермского края № 1129-п «О создании особо охраняемых природных территорий регионального значения — экологических парков „Долина реки Данилиха“ и „Егошихинская долина“». Наиболее ценный компонент долины Данилихи — квазиприродная экосистема Серебрянского парка в микрорайоне Краснова. Эталон парковых насаждений, произведённых около в 1950-х годах по задумке и под руководством В. Л. Миндовского дополнен в ходе естественных сукцессионных процессов и миграции животного населения из пригородных лесов.